# Jewgenija Fjodorowna Dawidenkowa
Jewgenija Fjodorowna Dawidenkowa (russisch Евгения Фёдоровна Давиденкова; * 25. Septemberjul. / 8. Oktober 1902greg. in St. Petersburg; † 1996 ebenda) war eine sowjetische bzw. russische Neurologin, Genetikerin und Hochschullehrerin.

## Leben
Das Studium an der Staatlichen Universität Irkutsk in der Medizinischen Fakultät schloss Dawidenkowa 1927 ab. Darauf arbeitete sie als Neurologin in Heil- und Vorsorgeeinrichtungen in Ulan-Ude.
Nach der Aspirantur am Leningrader Institut für Experimentelle Medizin (IEM) der Akademie der Medizinischen Wissenschaften der UdSSR (1934–1937) arbeitete Dawidenkowa als Assistentin am Lehrstuhl für Neurologie des Leningrader Instituts für Ärztefortbildung. Ab 1948 beteiligte sie sich an den Untersuchungen einer neuartigen Meningoenzephalitis-Neuroinfektion. Ab 1952 nahm sie in der Virologie-Abteilung des IEM an der klinischen Erprobung eines Lebendimpfstoffs gegen Poliomyelitis teil. 1955 verteidigte sie ihre Dissertation über die Enzephalitis-Epilepsie mit Erfolg für die Promotion zur Doktorin der medizinischen Wissenschaften.
Von 1955 bis 1972 leitete Dawidenkowa den Lehrstuhl für Nervenkrankheiten des Leningrader Pädiatrie-Medizin-Instituts (LPMI) und daneben ab 1961 das Laboratorium für Medizinische Genetik der Akademie der Medizinischen Wissenschaften. 1963 wurde sie zum Korrespondierenden Mitglied der Akademie der Medizinischen Wissenschaften gewählt. Sie leitete dort die Gruppe für medizinische Genetik. Sie war Mitglied der KPdSU.
Erstmals in der UdSSR untersuchte Dawidenkowa die Häufigkeit von Erbkrankheiten in der Bevölkerung. Sie stellte die Symptome und zytogenetischen Merkmale der klassischen Formen der Erbkrankheiten und ihrer Varianten fest und dokumentierte die verschiedenen Anomalien der Gonosomen und Autosomen. Sie zeigte den Einfluss spezieller Teile des X-Chromosoms auf die individuelle Organismusentwicklung auf. Sie beschrieb die Pathogenese einiger monogenetischer Erkrankungen (Myopathie, Ziehen-Oppenheim-Syndrom, Morbus Wilson, Homocystinurie). Sie untersuchte die vererbte Veranlagung zu polygenetischen Krankheiten (Diabetes mellitus, einige Formen der Kreislauferkrankungen) und die Genetik der Leukämien und der Mechanismen der Bildung anomaler Genome.
Dawidenkowa starb 1996 in St. Petersburg und wurde auf dem Bogoslowskoje-Friedhof begraben.

## Ehrungen, Preise
- Staatspreis der UdSSR (1983) für Untersuchungen menschlicher Chromosomen[2]